# Tullia Ciceronis
Pour les articles homonymes, voir Tullie.
Tullia Ciceronis (parfois francisé en Tullie), est la fille de l'homme d'État romain Cicéron et de Terentia, elle naît un 5 août, peut-être en 76 av. J.-C.  et meurt en février 45 av. J.-C. Son frère cadet, Marcus Tullius Cicero Minor, fut consul en 30 av. J.-C..

## Biographie
Les seuls éléments dont nous disposons sur Tullia sont essentiellement tirés de l'œuvre de Plutarque et de la correspondance de son père, Cicéron. Ce dernier fut très attaché à sa fille qu'il avait surnommée affectueusement Tulliola (ce qui est le diminutif de Tullia).
En décembre 67 av. J.-C., vers l'âge de huit ans selon l'usage, elle est fiancée à Caius Calpurnius Piso Frugi, qui a au moins vingt ans de plus qu'elle (il est questeur en 58 av. J.-C.). Elle l'épouse en 63 av. J.-C. à treize ans, l'âge légal de mariage mais Piso meurt en 57 av. J.-C.,.
En 56 av. J.-C., elle épouse en secondes noces Furius Crassipes, mais ils divorcent en 51 av. J.-C. pour des raisons inconnues. Cicéron pendant son mandat de proconsul en Cilicie lui prépare un troisième mariage, il envisage Ser. Sulpicius Rufus, un homme politique modéré donc une alliance utile pour Cicéron, mais elle se remarie en 50 av. J.-C. avec Publius Cornelius Dolabella, un homme plus jeune qu'elle et divorcé, de réputation volage et partisan de César. De cette union naissent deux enfants dont le premier, né le 17 mai 49 av. J.-C., meurt dans sa première année. Toutefois, Dolabella reste volage et dilapide la dot de son épouse. Tullia et Dolabella divorcent donc en octobre ou novembre 46 av. J.-C.,.
Tullia met au monde son second enfant en janvier 45 av. J.-C. et meurt peu de temps après, en février, dans la villa de son père à Tusculum.
La mort de Tullia est un événement marquant de la vie de Cicéron et provoque chez lui une peine immense. Il le conduit même à divorcer de sa seconde épouse Publilia qui s'était réjouie de cette disparition, le père et la fille entretenant une relation trop fusionnelle à son goût. Pour tromper sa peine, il lit beaucoup, et compose à partir de ses réflexions sur sa peine un ouvrage, la Consolation, écrit entre le 7 et le 11 mars 45 av. J.-C., mais dont il ne subsiste aucune trace. Il envisage même d'élever un sanctuaire avec un petit temple à Tullia, une pratique d'héroïsation qui n'a pas encore cours en ce temps. Après avoir cherché un emplacement avec son ami Atticus, et tenté d'échafauder le financement de ce monument, Cicéron finit par ne plus évoquer le sujet dans sa correspondance à partir de l'été 45 av. J.-C.. Le monument envisagé ne fut probablement jamais construit.

### Sources antiques
- Plutarque, Vie des hommes illustres, tome II, Gallimard, coll. « Bibliothèque de la Pléiade », Paris, 1937.
- Cicéron, Correspondance, éd. bilingue en 11 tomes, L.-A. Constans, Paris, Les belles lettres, coll. Budé, , 1969.
- Cicéron, Correspondance, éd. en 6 tomes, M. de Golbery, Clermont-Ferrand, Paleo, coll. Sources de l'histoire antique, 2004.

### Ouvrages généraux
- Pierre Grimal, Cicéron, Fayard, 1986 (ISBN 978-2-213-01786-0, lire en ligne)